# پیوراکو
پیوراکو (به ایتالیایی: Pioraco) یک کومونه در ایتالیا است که در استان ماچه‌راتا واقع شده‌است.

## خصوصیات
پیوراکو ۱۹٫۵ کیلومترمربع مساحت و ۱٬۳۰۷ نفر جمعیت دارد و ۴۴۳ متر بالاتر از سطح دریا واقع شده‌است.